# صاخب (ألبوم ريانا)
لاود هو الألبوم الإستديو الخامس من قبل المغنية البربادوسية ريانا، صدر في 12 نوفمبر، 2010، من قبل تسجيلات ديف جام وتسجيلات إس آر بي. تم تسجيل الألبوم بين فبراير وأغسطس 2010، أثناء جولتها العالمية لاست قيرل أون إرث تور وتصوير فيلمها الأول باتلشيب. ريانا كانت المنتج المنفذ للألبوم وتعاملت مع عدة منتجين، بما في ذلك ستارقيت، إستر دين، تريكي ستيورات. تضمن الألبوم عدة أصوات فنانين آخرين، بما في ذلك دريك، نيكي مناج، وإمينم، الذي ظهر في تتمة أغنية «لوف ذا واي يو لاي»، بعنوان «لوف ذا واي يو لاي (بارت II)».

## الخلفية والتنمية

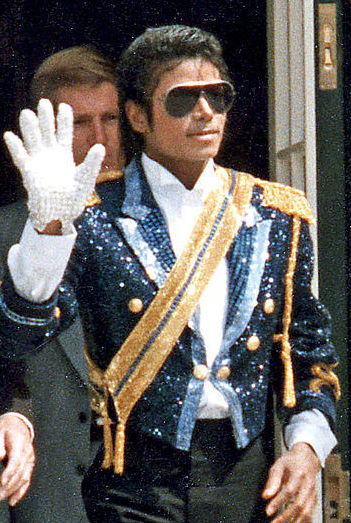
نائب رئيس تسجيلات ديف جام، بو ثيام، قام بمقارنة الألبوم مع ألبوم مايكل جاكسون ثريلر.

بعد ستة أشهر من إصدار ريتيد آر، بدأت ريانا في التخطيط لألبومها الإستديو الخامس، ووعدت أيضاً بأن الأغاني الجديدة سوف تكون «أكثر حيوية» من أعمالها السابقة. قال تور إريك هيرمانسين من ستارقيت، «جاءت ريانا لنا قبل أن نبدأ في تسجيل»أونلي قيرل (إن ذا وورلد)«وقالت 'أشعر بالراحة النفسية. أنا أريد أن استمتع بوقتي مرة أخرى، أريد أن أغني أغاني سعيدة وعالية الإيقاع'.» في مقابلة لإم تي في بريطانيا، قارن نائب رئيس تسجيلات ديف جام ألبوم ريانا القادم مع ألبوم مايكل جاكسون ثريلر.

## التسجيل والإنتاج
ريانا وأنطونيو «إل.أي.» ريد جمعوا مجموعة من الكتاب والمنتجين في عدة استديوهات تسجيل في لوس أنجلوس لمدة أسبوعين لكتابة أغاني لريانا؛ كتبوا ما يقرب من 200 أغنية، أحد عشر منها أدرجت في الألبوم. تعاونت مع العديد من المغنيين والمنتجين أثناء تسجيل هذا الألبوم، بما في ذلك تايو كروز، أليكس دا كيد، شون غاريت، ني-يو، ريكو لوف، تمبلند، شونتيل، دفيد جتا، ودريك. تم تسجيل لاود في استديوهات مختلفة في جميع أنحاء العالم بما في ذلك استديوهات لارابي ساوند، استديوهات ذا فيلج، واستديوهات ويستليك في لوس أنجلوس، استديوهات بلاتينيوم ساوند، واستديوهات روك ذا مايك في نيويورك سيتي، واستديوهات ذا بنكر في باريس.

## الموسيقى والكلمات
يعتبر لاود خروجها من المواضيع الشخصية، والميلودرامية التي كانت من ضمن ألبومها السابق ريتيد آر. من ناحية الأسلوب، الألبوم كانت بمثابة عودتها إلى الأغاني المستوحاة من الدانس-بوب الكاريبي التي كانت موجودة في أعمالها السابقة. الأغنية الإفتتاحية «إس أند إم» هي أغنية يورودانس ذات إيقاع عالي من إنتاج الفرقة النرويجية ستارقيت وساندي فيي. تحتوي كلمات الأغنية على فكرة السادية. «واتز ماي نايم؟» كانت أيضاً من إنتاج ستارقيت وتتضمن راب الرابر الكندي دريك. هي أغنية ذات إيقاع متوسط، وإليكترو-آر أند بي مع لحن ريغي ثقيل. تعتبر الأغنية عودتها إلى «الريغي بوب» الذي كان أسلوبها في وقت مبكر من أعمالها السابقة. «تشيرز (درنك تو ذات)» هي أغنية بوب روك من إنتاج ذا رنيرز، تحتوي الأغنية على عينة موسيقية من أغنية آفريل لافين «آيم ويذ يو» (2002). «أونلي قيرل (إن ذا وورلد)» كانت الأغنية الثالثة من الألبوم الذي تم إنتاجها من قبل ستارقيت. «كاليفورنيا كينغ بيد» هي أغنية بالاد قوية. «مان داون» من إنتاج شاما جوزيف، وهي أغنية ريغي مع إيقاع إلكتروني. «ريننغ مين» هي أغنية هيب-هوب، التي تتضمن راب الرابر الترينيدادية نيكي ميناج. الأغنية النهائية هي التتمة لديو ريانا مع إمينم، «لوف ذا واي يو لاي». بعنوان «لوف ذا واي يو لاي (بارت II)»، من إنتاج أليكس دا كيد.

## الإصدار والترويج
انظر أيضاً: لاود تور

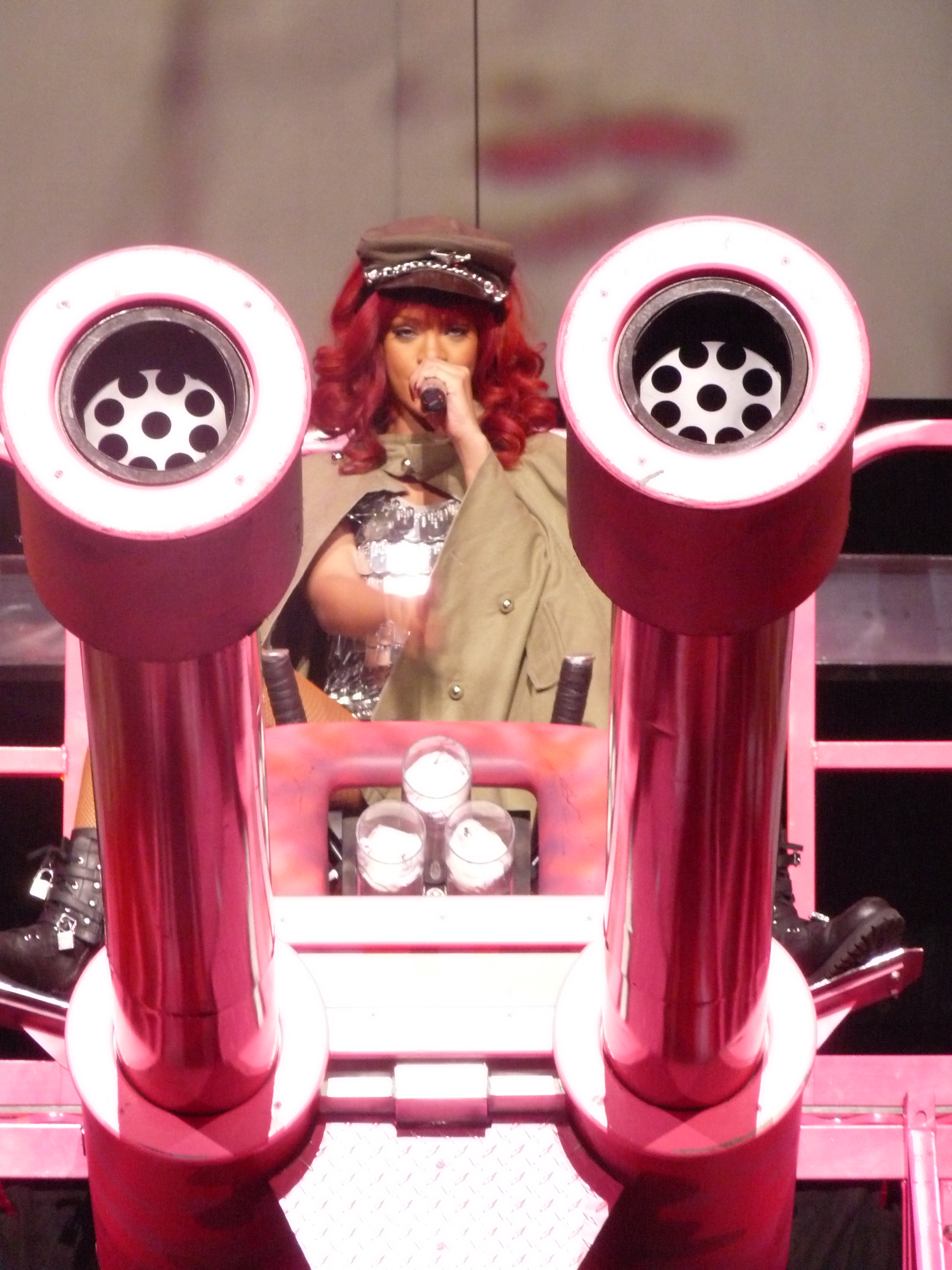
ريانا أثناء أدائها لأغنية هارد في لاود تور، 2011.

صدر لاود يوم 12 نوفمبر، 2010، في أربع نسخ منفصلة: النسخة العادية؛ النسخة الفاخرة، حصرياَ للولايات المتحدة وأستراليا، والتي تحتوي على فيديو وثائقي عبارة عن دي في دي مدته 30 دقيقة أثناء عملية تسجيل الألبوم، ونسخة كوتور التي تحتوي على النسخة الفاخرة من لاود. شرعت ريانا في جولة ترويجية في جميع أنحاء أوروبا وأمريكا الشمالية لترويج الألبوم. غنت ريانا «أونلي قيرل (إن ذا وورلد)»، الأغنية المنفردة الأولى، لأول مرة في أمريكا الشمالية في ساترداي نايت لايف يوم 30 أكتوبر، 2010، وأيضاً غنت أغنية الألبوم المنفردة الثانية، «واتز ماي نايم؟»، في وقت لاحق في البرنامج.

## قائمة تقديرات الألبوم
| الرقم | الناقد               | التقدير   | المصادر |
| ----- | -------------------- | --------- | ------- |
| 1     | Allmusic             | 3/5 stars | [ 29 ]  |
| 2     | The A.V. Club        | -B        | [ 30 ]  |
| 3     | Entertainment Weekly | -A        | [ 31 ]  |
| 4     | The Independent      | 3/5 stars | [ 32 ]  |
| 5     | NME                  | 7/10      | [ 33 ]  |
| 6     | Pitchfork Media      | 7.6/10    | [ 34 ]  |
| 7     | Rolling Stone        | 3/5 stars | [ 35 ]  |
| 8     | Slant Magazine       | 3/5 stars | [ 14 ]  |
| 9     | Spin                 | 8/10      | [ 36 ]  |

## قائمة أغاني الألبوم
1. «إس أند إم» - (4:04)
2. «واتز ماي نايم؟» (مع دريك) - (4:23)
3. «تشيرز (درنك تو ذات)» - (4:22)
4. «فيدنغ» - (3:20)
5. «أونلي قيرل (إن ذا وورلد)» - (3:55)
6. «كاليفورنيا كينغ بيد» - (4:12)
7. «مان داون» - (4:27)
8. «ريننغ مين» (مع نيكي ميناج) - (3:45)
9. «كومبليكيتد» - (4:18)
10. «سكن» - (5:04)
11. «لوف ذا واي يو لاي (بارت II)» (مع إمينم) - (4:56)
12. «أونلي قيرل (إن ذا وورلد)» (ذا بيمبو جونز كلوب) - (7:17) (أغنية إضافية من سبوتيفاي)
13. «أونلي قيرل (إن ذا وورلد)» (ذا بيمبو جونز راديو) - (3:53) (أغنية إضافية في النسخة اليابانية)
14. «أونلي قيرل (إن ذا وورلد)» (سي سي دبليو راديو مكس) - (3:44) (ريمكس إضافي في النسخة اليابانية)
15. «لوف ذا واي يو لاي (بارت II)» (نسخة البيانو) - (4:09) (أغنية إضافية من متجر آي تيونز)
16. «أونلي قيرل (إن ذا وورلد)» (الأغنية المصورة) - (4:15) (فيديو إضافي من متجر آي تيونز وأمازون)
17. «أونلي قيرل (إن ذا وورلد)» (مكسن مارك أند توني سفيدا مكس شو إديت) (عند طلب الألبوم فقط) - (6:25) (ريمكس إضافي من متجر آي تيونز)
18. «أونلي قيرل (إن ذا وورلد)» (سي سي دبليو مكس شو إديت) - (5:55) (ريمكس إضافي من أمازون)
19. «أثناء تسجيل لاود: الفصل 1» - (0:48) (دي في دي من النسخة الفاخرة)
20. «أثناء تسجيل لاود: الفصل 2 – جلسة تسجيل أغنية ريننغ مين» - (1:32) (دي في دي من النسخة الفاخرة)
21. «أثناء تسجيل لاود: الفصل 3 – جلسة تسجيل أغنية مان داون» - (1:40) (دي في دي من النسخة الفاخرة)
22. «أثناء تسجيل لاود: الفصل 4» - (0:30) (دي في دي من النسخة الفاخرة)
23. «أثناء تسجيل لاود: الفصل 5 – مباشرةً في نيويورك - ماديسون سكوير غاردن» - (7:00) (دي في دي من النسخة الفاخرة)
24. «أثناء تسجيل لاود: الفصل 6 – جلسة تصوير عطر ريبل فلور» - (3:30) (دي في دي من النسخة الفاخرة)
25. «أثناء تسجيل لاود: الفصل 7 – جلسة تصوير غلاف ألبوم لاود» - (1:52) (دي في دي من النسخة الفاخرة)
26. «أثناء تسجيل لاود: الفصل 8 – اليوم الأول» - (3:39) (دي في دي من النسخة الفاخرة)
27. «أثناء تسجيل لاود: الفصل 9 – اليوم الثاني» - (2:48) (دي في دي من النسخة الفاخرة)
28. «أثناء تسجيل لاود: الفصل 10 – الإعتمادات (يشمل تصوير فيديو «أونلي قيرل (إن ذا وورلد)» المصور)» - (3:05) (دي في دي من النسخة الفاخرة)

ملاحظة
- تشيرز (درنك تو ذات)" تحمل عينة موسيقية من أغنية آيم ويذ يو (2002)، من أداء آفريل لافين.

## الأداء التجاري

### أمريكا الشمالية
دخل لاود لأول مرة الرسم البياني الأمريكي بيلبورد 200 في المركز الثالث، مع مبيعات وصلت إلى 207,000 نسخة في الأسبوع الأول في الولايات المتحدة. أيضاً دخل لأول مرة الرسم البياني لألبومات الآر أند بي/الهيب-هوب في المركز الأول. بحلول 3 يوليو، 2011، أصبح لاود في المركز الحادي في قائمة أفضل الألبومات مبيعاً لعام 2011 في الولايات المتحدة، لبيعه 598,000 نسخة ما بين 1 يناير، 2011 و3 يوليو، 2011. في 25 يناير، 2011، حصل الألبوم على شهادة البلاتينيوم في الولايات المتحدة، تدل على شحن أكثر من مليون نسخة. اعتباراً من مايو 2012، بيع من الألبوم أكثر من 1,6 مليون نسخة في الولايات المتحدة. كان لاود أيضاً ناجحاً تجارياً خارج الولايات المتحدة. في كندا، دخل لأول مرة وبنفس الوقت بلغ ذروته  على الرسم البياني الكندي في المركز الأول، لبيعه 27,000 نسخة في الأسبوع الأول. بيع من لاود أكثر من 80,000 نسخة في كندا؛ حصل على شهادة البلاتينيوم في أول أسبوع من ديسمبر 2010.

### أوروبا
في فرنسا، دخل الألبوم لأول مرة وبنفس الوقت بلغ ذروته على الرسم البياني الفرنسي في المركز الثالث مع مبيعات وصلت إلى 17,304 نسخة في الأسبوع الأول. بحلول الأسبوع السادس، حصل لاود على شهادة البلاتينيوم، لوصول مبيعاته إلى 100,000 نسخة. في إيطاليا، الألبوم وصل إلى المركز الحادي عشر. أصبح أعلى ألبوم لريانا على الرسم البياني الإيطالي حتى صدر ألبومها الإستديو السادس تاك ذات تاك (2011) الذي بلغ ذروته في المركز العاشر. كان لاود ثالث ألبوم لريانا على التوالي الذي يبلغ ذروته في المركز الأول في سويسرا. دخل الألبوم لأول مرة وبنفس الوقت بلغ ذروته  المركز الثاني على الرسم البياني الألماني. دخل الألبوم لأول مرة الرسم البياني البريطاني في المركز الثاني، مع مبيعات وصلت إلى 91,000 نسخة في الأسبوع الأول. في الأسبوع الخامس، بيع من الألبوم 306,107 نسخة في المملكة المتحدة. في الأسبوع السابع، وصل لاود إلى المركز الأول، وبهذا حصلت ريانا على ثاني ألبوم يصل إلى المركز الأول على الرسم البياني البريطاني. بعد سبعة أسابيع من المبيعات، أصبح الألبوم رابع أكثر الألبومات مبيعاً في المملكة المتحدة لعام 2010. اعتباراً من 4 سبتمبر، 2011، بيع من الألبوم أكثر 1,8 مليون نسخة في المملكة المتحدة. بحلول 16 ديسمبر، 2011، حصل الألبوم على  ستة شهادات من البلاتينيوم من قبل صناعة التسجيلات البريطانية. كان لاود أعلى ألبومات الآر أند بي مبيعاً في المملكة المتحدة لعام 2011. في 2011، بيع من الألبوم أكثر من 5,700,000 نسخة حول العالم. اعتباراً من أغسطس 2012، أصبح لاود في المركز الخامس في قائمة أكثر الألبومات الرقمية مبيعاً على الإطلاق.

## الأغاني المنفردة
| "أونلي قيرل (إن ذا وورلد)"                                  | 2010 | 1  | 2  | 1  | 2  | 2  | 1  | 1 | 2  | 1   | 1  | - : 5× بلاتينيوم - : بلاتينيوم - : بلاتينيوم - : بلاتينيوم - : 2× بلاتينيوم - : بلاتينيوم - : 3× بلاتينيوم |
| "واتز ماي نايم؟" (مع دريك)                                  | 2010 | 18 | 28 | 5  | 16 | 12 | 3  | 3 | 13 | 1   | 1  | - : بلاتينيوم - : قولد - : قولد - : بلاتينيوم - : 2× بلاتينيوم                                             |
| "ريننغ مين" (مع نيكي ميناج)                                 | 2010 | —  | —  | —  | —  | —  | —  | — | —  | 142 | —  | — |
| "إس أند إم"                                                 | 2011 | 1  | 3  | 1  | 3  | 2  | 3  | 2 | 2  | 3   | 1  | - : 4× بلاتينيوم - : قولد - : قولد - : بلاتينيوم - : بلاتينيوم - : بلاتينيوم - : 3× بلاتينيوم              |
| "مان داون"                                                  | 2011 | —  | 3  | 63 | 1  | —  | —  | — | 9  | 54  | 59 | - : قولد - : قولد                                                                                          |
| "كاليفورنيا كينغ بيد"                                       | 2011 | 4  | 26 | 20 | 30 | 8  | 11 | 4 | 10 | 8   | 37 | - : 2× بلاتينيوم - : قولد - : قولد - : سلفر                                                                |
| "تشيرز (درنك تو ذات)"                                       | 2011 | 6  | —  | 6  | 64 | —  | 16 | 5 | 66 | 15  | 7  | - : 2× بلاتينيوم - : بلاتينيوم - : سلفر - : بلاتينيوم                                                      |
| "—" يدل على عدم دخول الأغنية إلى الرسوم البيانية الموسيقية. |      |    |    |    |    |    |    |   |    |     |    | |

## الجوائز والترشيحات
| السنة | الحفل                    | البلد المضيف             | الفئة                          | النتيجة | المصادر |
| ----- | ------------------------ | ------------------------ | ------------------------------ | ------- | ------- |
| 2011  | جوائز الموسيقى الأمريكية |                          | ألبوم السول/الآر أند بي المفضل | فوز     | [ 60 ]  |
| 2011  | جوائز الموسيقى الأمريكية | ألبوم البوب/الروك المفضل | رُشِّح                            |         | [ 60 ]  |
| 2011  | جوائز بيلبورد الموسيقية  | أفضل ألبوم آر أند بي     | رُشِّح                            | [ 61 ]  |         |
| 2012  | جوائز بربادوس الموسيقية  |                          | ألبوم السنة                    | فوز     | [ 62 ]  |
| 2012  | جوائز الغرامي            |                          | ألبوم السنة                    | رُشِّح     | [ 63 ]  |
| 2012  | جوائز الغرامي            | أفضل ألبوم بوب صوتي      | رُشِّح                            |         | [ 63 ]  |
| 2012  | جوائز جونو               |                          | ألبوم السنة - عالمياً           | رُشِّح     | [ 64 ]  |

## الرسوم البيانية
| الرسم البياني (2010-2011)                        | المركز | المصادر |
| ------------------------------------------------ | ------ | ------- |
| ألبومات أسترالية (ARIA)                          | 2      | [ 65 ]  |
| ألبومات نمساوية (Ö3 Austria)                     | 3      | [ 66 ]  |
| ألبومات بلجيكية (Ultratop Flanders)              | 3      | [ 67 ]  |
| ألبومات بلجيكية (Ultratop Wallonia)              | 2      | [ 68 ]  |
| ألبومات كندية (Billboard)                        | 1      | [ 69 ]  |
| ألبومات جمهورية التشيك (IFPI)                    | 12     | [ 70 ]  |
| ألبومات دنماركية (Hitlisten)                     | 2      | [ 71 ]  |
| ألبومات فنلندية (Suomen virallinen lista)        | 7      | [ 72 ]  |
| ألبومات فرنسية (SNEP)                            | 3      | [ 73 ]  |
| ألبومات ألمانية (Media Control)                  | 2      | [ 74 ]  |
| ألبومات مجرية (MAHASZ)                           | 6      | [ 75 ]  |
| ألبومات أيرلندية (IRMA)                          | 1      | [ 76 ]  |
| ألبومات إيطالية (FIMI)                           | 11     | [ 77 ]  |
| ألبومات يابانية (Oricon)                         | 5      | [ 78 ]  |
| ألبومات هولندية (MegaCharts)                     | 6      | [ 79 ]  |
| ألبومات نيوزيلندية (Recorded Music NZ)           | 4      | [ 80 ]  |
| ألبومات نرويجية (VG-lista)                       | 1      | [ 81 ]  |
| ألبومات بولندية (OLiS)                           | 4      | [ 82 ]  |
| ألبومات برتغالية (AFP)                           | 10     | [ 83 ]  |
| ألبومات إسكتلندية (OCC)                          | 1      | [ 84 ]  |
| ألبومات إسبانية (PROMUSICAE)                     | 6      | [ 85 ]  |
| ألبومات سويدية (Sverigetopplistan)               | 15     | [ 86 ]  |
| ألبومات سويسرية (Schweizer Hitparade)            | 1      | [ 87 ]  |
| ألبومات المملكة المتحدة (OCC)                    | 1      | [ 88 ]  |
| ألبومات المملكة المتحدة (OCC Digital)            | 1      | [ 89 ]  |
| ألبومات المملكة المتحدة (OCC R&B)                | 1      | [ 90 ]  |
| ألبومات الولايات المتحدة (Billboard 200)         | 3      | [ 91 ]  |
| ألبومات الولايات المتحدة (Billboard Catalog)     | 14     | [ 92 ]  |
| ألبومات الولايات المتحدة (Billboard Digital)     | 1      | [ 93 ]  |
| ألبومات الولايات المتحدة (Billboard R&B/Hip Hop) | 1      | [ 94 ]  |
| ألبومات الولايات المتحدة (Billboard Tastemaker)  | 3      | [ 95 ]  |

| الرسم البياني (2010)                  | المركز | المصادر |
| ------------------------------------- | ------ | ------- |
| ألبومات فرنسية (SNEP)                 | 33     | [ 96 ]  |
| ألبومات فرنسية (SNEP Digital)         | 35     | [ 97 ]  |
| ألبومات مجرية (MAHASZ)                | 62     | [ 98 ]  |
| ألبومات أيرلندية (IRMA)               | 5      | [ 99 ]  |
| ألبومات هولندية (MegaCharts)          | 83     | [ 100 ] |
| ألبومات بولندية (OLiS)                | 36     | [ 101 ] |
| ألبومات سويسرية (Schweizer Hitparade) | 21     | [ 102 ] |
| ألبومات المملكة المتحدة (OCC)         | 4      | [ 103 ] |

| الرسم البياني (2011)                             | المركز | المصادر |
| ------------------------------------------------ | ------ | ------- |
| ألبومات أسترالية (ARIA)                          | 13     | [ 104 ] |
| ألبومات كندية (Billboard)                        | 22     | [ 105 ] |
| ألبومات دنماركية (Hitlisten)                     | 2      | [ 106 ] |
| ألبومات فرنسية (SNEP)                            | 13     | [ 107 ] |
| ألبومات فرنسية (SNEP Digital)                    | 6      | [ 108 ] |
| ألبومات مجرية (MAHASZ)                           | 37     | [ 109 ] |
| ألبومات هولندية (MegaCharts)                     | 31     | [ 110 ] |
| ألبومات بولندية (OLiS)                           | 64     | [ 111 ] |
| ألبومات سويدية (Sverigetopplistan)               | 18     | [ 112 ] |
| ألبومات سويسرية (Schweizer Hitparade)            | 6      | [ 113 ] |
| ألبومات المملكة المتحدة (OCC)                    | 6      | [ 114 ] |
| ألبومات الولايات المتحدة (Billboard 200)         | 9      | [ 115 ] |
| ألبومات الولايات المتحدة (Billboard Digital)     | 8      | [ 116 ] |
| ألبومات الولايات المتحدة (Billboard R&B/Hip Hop) | 3      | [ 117 ] |

| الرسم البياني (2012)                             | المركز | المصادر |
| ------------------------------------------------ | ------ | ------- |
| ألبومات الولايات المتحدة (Billboard R&B/Hip Hop) | 46     | [ 118 ] |

## الشهادات
| الدولة           | المزود             | الشهادات     | المبيعات  | المصادر |
| ---------------- | ------------------ | ------------ | --------- | ------- |
| أستراليا         | (ARIA)             | 2× بلاتينيوم | 140,000   | [ 119 ] |
| النمسا           | (IFPI Austria)     | قولد         | 10,000    | [ 120 ] |
| بلجيكا           | (BEA)              | بلاتينيوم    | 30,000    | [ 121 ] |
| البرازيل         | (ABPD)             | بلاتينيوم    | 40,000    | [ 122 ] |
| كندا             | (Music Canada)     | 3× بلاتينيوم | 240,000   | [ 123 ] |
| الدنمارك         | (IFPI Denmark)     | بلاتينيوم    | 30,000    | [ 124 ] |
| فرنسا            | (SNEP)             | 3× بلاتينيوم | 355,000   | [ 125 ] |
| ألمانيا          | (BVMI)             | 3× قولد      | 300,000   | [ 126 ] |
| المجر            | (Mahasz)           | قولد         | 3,000     | [ 127 ] |
| أيرلندا          | (IRMA)             | 5× بلاتينيوم | 75,000    | [ 128 ] |
| إيطاليا          | (FIMI)             | بلاتينيوم    | 60,000    | [ 129 ] |
| اليابان          | (RMNZ)             | قولد         | 100,000   | [ 130 ] |
| نيوزيلندا        | (RMNZ)             | بلاتينيوم    | 15,000    | [ 131 ] |
| بولندا           | (ZPAV)             | 3× بلاتينيوم | 60,000    | [ 132 ] |
| السويد           | (GLF)              | 2× بلاتينيوم | 80,000    | [ 133 ] |
| سويسرا           | (IFPI Switzerland) | 2× بلاتينيوم | 60,000    | [ 134 ] |
| المملكة المتحدة  | (BPI)              | 6× بلاتينيوم | 1,800,000 | [ 135 ] |
| الولايات المتحدة | (RIAA)             | بلاتينيوم    | 1,761,000 | [ 136 ] |

## تاريخ الإصدار
| الدولة           | التاريخ         | نوع الإصدار                                     | نوع النسخة                    | الشركة المنتجة     | المصادر         |
| ---------------- | --------------- | ----------------------------------------------- | ----------------------------- | ------------------ | --------------- |
| أستراليا         | 12 نوفمبر، 2010 | قرص مضغوط قرص مضغوط + قرص فيديو رقمي            | النسخة العادية النسخة الفاخرة | يونيفرسال          | [ 137 ]         |
| ألمانيا          | 12 نوفمبر، 2010 | قرص مضغوط قرص مضغوط + قرص فيديو رقمي            | النسخة العادية النسخة الفاخرة | يونيفرسال          | [ 138 ]         |
| أيرلندا          | 12 نوفمبر، 2010 | تحميل رقمي                                      | النسخة العادية                | يونيفرسال          | [ 139 ]         |
| هولندا           | 12 نوفمبر، 2010 | قرص مضغوط                                       | النسخة العادية                | يونيفرسال          | [ 140 ]         |
| فرنسا            | 15 نوفمبر، 2010 | قرص مضغوط قرص مضغوط + قرص فيديو رقمي            | النسخة العادية النسخة الفاخرة | يونيفرسال          | [ 141 ]         |
| نيوزيلندا        | 15 نوفمبر، 2010 | قرص مضغوط قرص مضغوط + قرص فيديو رقمي            | النسخة العادية النسخة الفاخرة | يونيفرسال          | [ 142 ]         |
| البرتغال         | 15 نوفمبر، 2010 | قرص مضغوط قرص مضغوط + قرص فيديو رقمي            | النسخة العادية النسخة الفاخرة | يونيفرسال          | [ 143 ]         |
| الفلبين          | 15 نوفمبر، 2010 | قرص مضغوط قرص مضغوط + قرص فيديو رقمي            | النسخة العادية النسخة الفاخرة | إم إس اي الفلبينية | [ 144 ]         |
| المملكة المتحدة  | 15 نوفمبر، 2010 | قرص مضغوط                                       | النسخة العادية                | ميركوري            | [ 145 ]         |
| المكسيك          | 16 نوفمبر، 2010 | قرص مضغوط                                       | النسخة العادية                | يونيفرسال          | [ 146 ]         |
| الولايات المتحدة | 16 نوفمبر، 2010 | قرص مضغوط قرص مضغوط + قرص فيديو رقمي تحميل رقمي | النسخة العادية النسخة الفاخرة | ديف جام            | [ 147 ]         |
| الولايات المتحدة | 16 نوفمبر، 2010 | قرص مضغوط + قرص فيديو رقمي                      | نسخة كوتور الفاخرة            | ديف جام            | [ 148 ]         |
| بولندا           | 19 نوفمبر، 2010 | قرص مضغوط                                       | النسخة العادية                | يونيفرسال          | [ 149 ]         |
| البرازيل         | 30 نوفمبر، 2010 | قرص مضغوط                                       | النسخة العادية                | يونيفرسال          | [ 150 ]         |
| إندونيسيا        | 2 ديسمبر، 2010  | قرص مضغوط                                       | النسخة العادية                | يونيفرسال          | [ 151 ]         |
| اليابان          | 19 يناير، 2011  | قرص مضغوط                                       | النسخة العادية                | يونيفرسال          | [ 152 ] [ 153 ] |

## روابط خارجية
- صاخب على موقع ميتاكريتيك (الإنجليزية)
- صاخب على موقع الموسوعة البريطانية (الإنجليزية)
- صاخب على موقع أول موفي (الإنجليزية)